# Prix littéraires du Gouverneur général 2022
Les finalistes aux prix littéraires du Gouverneur général pour 2022, un des principaux prix littéraires canadiens, ont été annoncés le 12 octobre 2022. Les lauréats ont été annoncés le 16 novembre 2022.

## Français

### Prix du Gouverneur général: romans et nouvelles de langue française
- Alain Farah, Mille secrets mille dangers
- Maryse Andraos, Sans refuge
- Charlotte Biron, Jardin radio
- Dominique Fortier, Les ombres blanches
- Larry Tremblay, Tableau final de l'amour

### Prix du Gouverneur général: poésie de langue française
- Maya Cousineau Mollen, Enfants du lichen
- Anna Babi, Vivarium
- Carole David, Le programme double de la femme tuée
- Frédéric Dumont, Chambre minimum
- Élise Turcotte, À mon retour

### Prix du Gouverneur général: théâtre de langue française
- David Paquet, Le poids des fourmis
- Caroline Bélisle, Les remugles, ou La danse nuptiale est une langue morte
- Nadia Girard Eddahia, Disgrâce
- Liliane Gougeon Moisan, L'Art de vivre
- Marie-Claude Verdier, Seeker

### Prix du Gouverneur général: études et essais de langue française
- Sylveline Bourion, La Voie romaine
- Jean-François Beauchemin, La source et le roseau
- Clément de Gaulejac, Tu vois ce que je veux dire? Illustrations, métaphores et autres images qui parlent
- Marie-Pier Lafontaine, Armer la rage : Pour une littérature de combat
- Marie-Hélène Voyer, Lʼhabitude des ruines : Le sacre de lʼoubli et de la laideur au Québec

### Prix du Gouverneur général: littérature jeunesse de langue française - texte
- Julie Champagne, Cancer ascendant Autruche
- Daphné B., La Pluie des autres
- Reynald Cantin, Les Bulles
- Carolanne Foucher, Dessiner dans les marges et autres activités de fantôme
- Marie-Hélène Jarry, Les carnets de novembre

### Prix du Gouverneur général: littérature jeunesse de langue française - illustration
- Nadine Robert et Qin Leng, Trèfle
- Fanny Britt et Isabelle Arsenault, Truffe
- Pierrette Dubé et Enzo, Un rhume de cheval
- Orbie, La fin des poux?
- Paul Tom et Mélanie Baillairgé, Seuls

### Prix du Gouverneur général: traduction de l'anglais vers le français
- Mélissa Verreault, Partie de chasse au petit gibier entre lâches au club de tir du coin (Megan Gail Coles, Small Game Hunting at the Local Coward Gun Club)
- Sylvie Bérard et Suzanne Grenier, Le fruit de la puanteur (Larissa Lai, Salt Fish Girl)
- Éric Fontaine, Le malenchantement de sainte Lucy (Zsuzsi Gartner, The Beguiling)
- Benoit Laflamme, Dans la lugubre forêt nos corps seront suspendus (Ava Farmehri, Through the Sad Wood Our Corpses Will Hang)
- Catherine Leroux, Les coups de dés (Sean Michaels, The Wagers)

## Anglais

### Prix du Gouverneur général: romans et nouvelles de langue anglaise
- Sheila Heti, Pure Colour
- Shashi Bhat, The Most Precious Substance on Earth
- Lisa Bird-Wilson, Probably Ruby
- Brian Thomas Isaac, All the Quiet Places
- Sheila Murray, Finding Edward

### Prix du Gouverneur général: poésie de langue anglaise
- Annick MacAskill, Shadow Blight
- David Bradford, Dream of No One But Myself
- Anne Carson, H of H Playbook
- Aaron Kreuter, Shifting Baseline Syndrome
- Avery Lake, Horrible Dance

### Prix du Gouverneur général: théâtre de langue anglaise
- Dorothy Dittrich, The Piano Teacher: A Healing Key
- Daniel Arnold, Darrell Dennis et Medina Hahn, Inheritance: a pick-the-path experience
- Robert Chafe, Everybody Just C@lm the F#ck Down
- Marjorie Chan, Lady Sunrise
- Ho Ka Kei (Jeff Ho), Iphigenia and the Furies (On Taurian Land) suivi de Antigone: 方

### Prix du Gouverneur général: études et essais de langue anglaise
- Eli Baxter, Aki-wayn-zih: A Person as Worthy as the Earth
- Rebecca Donner, All the Frequent Troubles of Our Days: The True Story of the American Woman at the Heart of the German Resistance to Hitler
- Robyn Maynard et Leanne Betasamosake Simpson, Rehearsals for Living
- Rowan McCandless, Persephoneʼs Children: A Life in Fragments
- Britt Wray, Generation Dread: Finding Purpose in an Age of Climate Crisis

### Prix du Gouverneur général: littérature jeunesse de langue anglaise - texte
- Jen Ferguson, The Summer of Bitter and Sweet
- Deborah Ellis, Step
- Joanne Levy, Sorry for Your Loss
- Edeet Ravel, A Boy Is Not a Ghost
- Kate Story, Urchin

### Prix du Gouverneur général: littérature jeunesse de langue anglaise - illustration
- Naseem Hrab and Nahid Kazemi, The Sour Cherry Tree
- Matthew Forsythe, Mina
- Doris George, Don K. Philpot and Alyssa Koski, kā-āciwīkicik / The Move
- Kyo Maclear and Gracey Zhang, The Big Bath House
- Julie Morstad, Time Is a Flower

### Prix du Gouverneur général: traduction du français vers l'anglais
- Judith Woodsworth, History of the Jews in Quebec (Pierre Anctil, Histoire des juifs au Québec)
- Aleshia Jensen, Remnants (Céline Huyghebaert, Le drap blanc)
- Aleshia Jensen et Bronwyn Haslam, This Is How I Disappear (Mirion Malle, Cʼest comme ça que je disparais)
- Susan Ouriou, White Resin (Audrée Wilhelmy, Blanc Résine)
- Ben Vrignon, They Called Us Savages: A Hereditary Chiefʼs Quest for Truth and Harmony (Dominique Rankin et Marie-Josée Tardif, On nous appelait les Sauvages : souvenirs et espoirs dʼun chef héréditaire algonquin)